# Autobombe

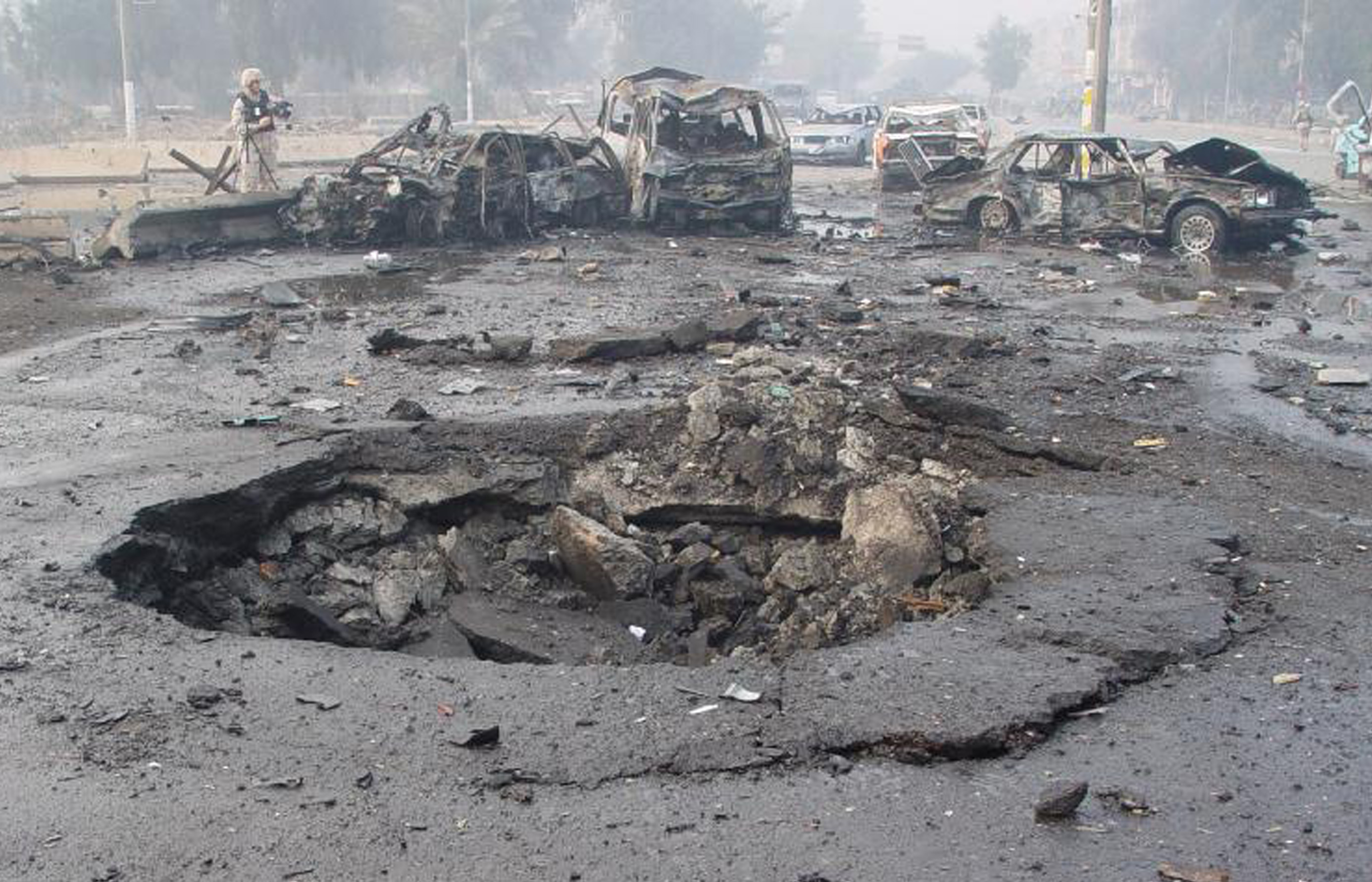
Explosionskrater einer Autobombenexplosion in Bagdad während der Besetzung des Iraks durch die USA, 2000er Jahre

Eine Autobombe dient zur Durchführung eines Mord- oder Terroranschlags mittels in einem Kraftfahrzeug deponierten Sprengstoffs. Sie wird entweder als Mordinstrument gegen einen Insassen des Fahrzeugs oder als Waffe eingesetzt, um Menschen oder Einrichtungen in der Umgebung des explodierenden Fahrzeugs zu schädigen. Autobomben werden auch von Widerstandsgruppen in asymmetrischen Konflikten gegen reguläres Militär eingesetzt.

## Terroristische Waffe

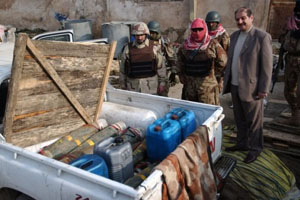
Entschärfte Autobombe in Mossul, 2005

Bei der Verwendung einer Autobombe als terroristische Waffe wird der Sprengstoff im Fahrzeug zum Anschlagsziel transportiert und dort – unmittelbar, meist aber erst zu einem späteren Zeitpunkt – zur Explosion gebracht. Mitunter werden die Fahrzeuge auch im Rahmen eines Selbstmordattentats vom Fahrer in das Ziel gelenkt und dort durch den Aufprall oder durch bewusste Zündung zur Explosion gebracht. Autobomben richten sich gegen Einrichtungen und gegen Menschen, häufig werden mit ihnen Terroranschläge auf Zivilisten verübt. Sie werden auch von Aufständischen oder Guerillatruppen gegen reguläre oder Besatzungsarmeen eingesetzt, wobei die Schädigung von Zivilisten häufig in Kauf genommen oder sogar beabsichtigt wird. Während der Präsenz US-amerikanischer Truppen im Irak ab 2003 wurden die meisten Todesfälle und Verletzungen durch so genannte unkonventionelle Sprengsätze (Improvised Explosive Devices, IED) verursacht, häufig in Form von Autobomben.
Weil sich im Koffer- oder Laderaum eines Pkw oder Lieferwagens mehrere 100 kg Sprengstoff verstecken lassen, können die Personen- und Sachschäden sehr große Ausmaße annehmen. So starben beim Bombenanschlag auf das Murrah Federal Building in Oklahoma City 168 Menschen und beim Anschlag in Mogadischu am 14. Oktober 2017 kamen über 500 Menschen um. Der Attentäter von Oklahoma City hatte über zwei Tonnen Sprengstoff in einen Kleinlastwagen geladen, den er vor einem öffentlichen Verwaltungsgebäude detonieren ließ. Beim Bombenanschlag auf das World Trade Center 1993 wollten die Attentäter durch eine Autobombe in der Tiefgarage das Gebäude zum Einsturz bringen, was jedoch misslang. Die Explosion riss ein 30 Meter großes Loch in vier der sechs Untergeschosse, sechs Menschen starben.

## Militärische Kategorien beim US-Militär
- Large Vehicle Borne Improvised Explosive Device (LVBIED): Größere Lastkraftwagen und Sattelzüge werden mit Sprengstoff bestückt, deren Umfang mehrere Tonnen ermöglicht und werden zum Zielpunkt gefahren, um bei der Detonation in einem Bereich von mehreren hundert Metern Schäden zu verursachen
- Vehicle Borne Improvised Explosive Device (VBIED): Ein mit Sprengstoff gefülltes Auto oder ein Lastkraftwagen wird zum Zielpunkt gefahren und zur Explosion gebracht.
- Under Vehicle Improvised Explosive Device (UVIED): Ein in, unter oder auf einem Auto oder Lastkraftwagen angebrachter selbstgebastelter und eher kleiner Sprengkörper als Sprengfalle (booby-trap), das bei Bewegung oder in Fahrt setzen des Fahrzeugs zur Explosion kommt.

Häufig werden Autobomben zusätzlich noch mit gefüllten Flüssiggasbehältern bestückt, um die Wirkung zu vergrößern.

## Mordinstrument
Die heimliche Deponierung einer Bombe in dem Fahrzeug des Opfers ist eine Mordart, die vor allem im Bereich der organisierten Kriminalität und bei Geheimdiensten verbreitet ist. Die Zündung der Bombe erfolgt dabei zum Beispiel durch Kopplung mit der Zündung des Autos, das Öffnen bzw. Schließen einer Tür, einen Drucksensor im Sitz, ab einer bestimmten Geschwindigkeit, während des Ausstiegs aus dem Auto oder durch Fernsteuerung. Im Gegensatz zur terroristisch eingesetzten Autobombe werden dabei eher kleinere Sprengstoffmengen verwendet, weil die Verletzung oder Tötung Unbeteiligter in der Nähe des Autos nicht das Ziel des Anschlags ist bzw. unerwünschte zusätzliche öffentliche Aufmerksamkeit nach sich ziehen könnte.
- 1963 kam Cesare Manzella, Boss der Mafiafamilie von Cinisi, im Ersten Mafiakrieg durch eine Autobombe zu Tode.
- Beim „Massaker von Ciaculli“ (1963)[1] wurden sieben italienische Carabinieri von einer Autobombe getötet. Die Bombe war für Salvatore „Ciaschiteddu“ Greco bestimmt, explodierte jedoch, als Carabinieri das Auto untersuchen wollten.
- 1972 starben drei Carabinieri bei der Explosion einer Bombe in einem abgestellten Auto nahe dem Ort Peteano.
- 1974 ermordete die chilenische Geheimpolizei DINA den chilenischen General Carlos Prats im Exil in Buenos Aires durch eine Autobombe.
- 1976 ermordete die DINA den ehemaligen chilenischen Außen- und Verteidigungsminister Orlando Letelier im Exil in Washington, D.C. durch eine in seinem Wagen deponierte Bombe, die kurz nach Fahrtbeginn explodierte. Mit ihm starb seine US-amerikanische Mitarbeiterin Ronni Karpen Moffitt, ihr Mann überlebte schwerverletzt.
- 1983 ermordete die Mafia den italienischen Ermittlungsrichter und Staatsanwalt Rocco Chinnici mit einer Bombe in seinem Wagen.
- 2005 kam es im Libanon zu einer Serie von Attentaten auf anti-syrisch gesinnte Politiker und Journalisten, die zum Großteil mit Autobomben ausgeführt wurden. Unter den Getöteten war auch der libanesische Ministerpräsident Rafiq al-Hariri.
- 2017 starb die in Malta gegen Korruption kämpfende Journalistin Daphne Caruana Galizia bei der Explosion einer Autobombe.
- 2022 wurde Darja Alexandrowna Dugina durch eine Autobombe getötet.[2]